# Leonardo Fernández
Leonardo Alberto Fernández (Avellaneda, 13 januari 1974) is een voormalig Argentijns-Boliviaans voetballer, die speelde als doelman. Hij beëindigde zijn actieve loopbaan in 2009 bij de Boliviaanse club La Paz FC.

## Clubcarrière
Fernández begon zijn professionele loopbaan in 1994 bij Chacarita Juniors. Hij speelde voor dertien profclubs in zes verschillende landen gedurende zijn carrière.

## Interlandcarrière
Fernández speelde in totaal 17 interlands voor Bolivia in de periode 2003-2005. Onder leiding van de Uruguayaanse bondscoach Nelson Acosta maakte hij zijn debuut op zondag 7 september 2003 in de WK-kwalificatiewedstrijd tegen Uruguay in Montevideo, die door de thuisploeg met 5-0 werd gewonnen door treffers van Diego Forlán, Javier Chevantón (2), Nelson Abeijon en Carlos Bueno.

## Erelijst
Atlético Nacional
- Categoría Primera A

2005-I